# Skålriska
Skålriska (Lactarius omphaliiformis) är en svampart som beskrevs av Romagn. 1974. Skålriska ingår i släktet riskor och familjen kremlor och riskor.  Arten är reproducerande i Sverige. Inga underarter finns listade i Catalogue of Life.

## Bildgalleri

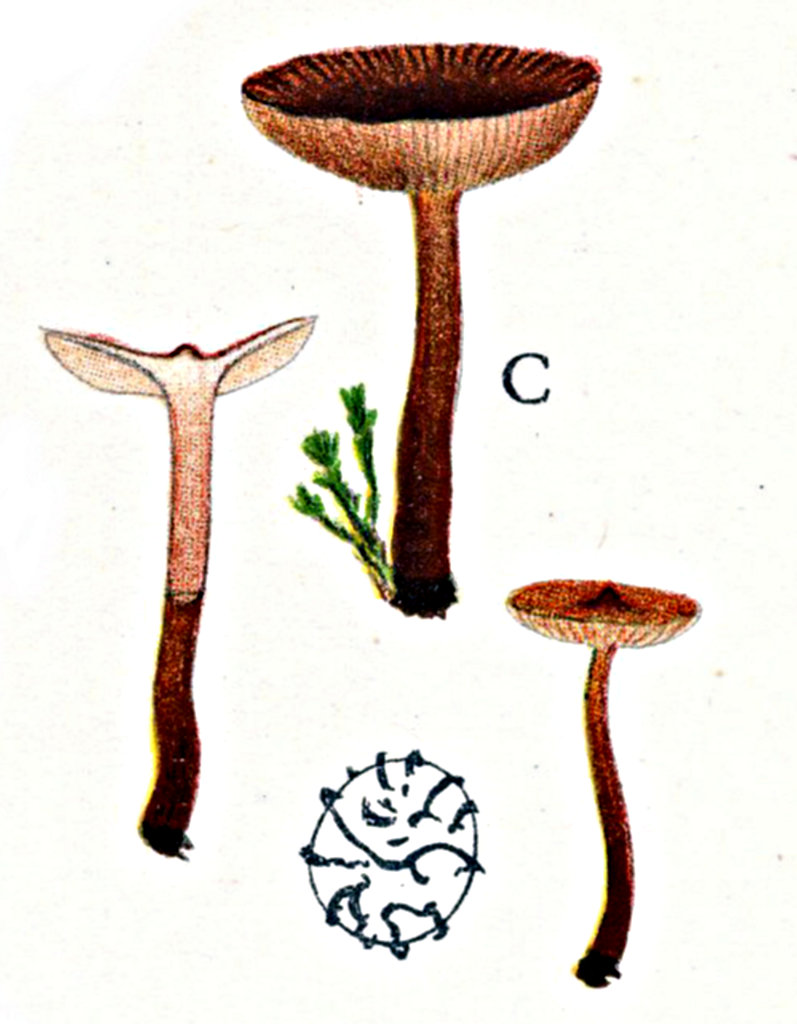